# Wilm Tegethoff
Wilhelm „Wilm“ Tegethoff (* 24. März 1927 in Warburg; † 30. August 2018 ebenda) war ein deutscher Jurist und Energiemanager.

## Leben
Wilm Tegethoff machte Abitur am Gymnasium Marianum in Warburg, studierte Jura an der Universität Frankfurt am Main und promovierte bei Helmut Coing, an dessen Lehrstuhl er von 1953 bis 1957 als Wissenschaftlicher Assistent tätig war. Er war zunächst für einen bayrischen Energieversorger tätig. Von 1971 bis 1995 war er Geschäftsführer der Arbeitsgemeinschaft regionaler Energie-Versorger in Hannover. Tegethoff war von 1975 bis 1984 Geschäftsführer der Vereinigung der Elektrizitätswerke (VdEW).
Wilm Tegethoff war von 1984 bis 1991 Vorstandssprecher der Berliner Kraft- und Licht (BEWAG)-AG in Berlin und Aufsichtsratsmitglied ab 1991. Er war Initiator des Standardkommentars Das Recht der öffentlichen Energieversorgung, der seit 1982 permanent aktualisiert wird.
Er war Vorsitzender des Aufsichtsrates des Tierparks Berlin, des Zoo-Aquariums Berlin und der Zoologischer Garten Berlin AG sowie Vorstand des Vereins zur Förderung des Ägyptischen Museums Berlin. Zudem engagierte er sich für die Staatsoper Unter den Linden. Tegethoff war Beiratsmitglied der Pax-Bank und Mitglied des Bund Katholischer Unternehmer (BKU). Er war Mitglied der katholischen Studentenverbindungen KDStV Guestfalo-Silesia Paderborn (seit 1951) und KDStV Hasso-Nassovia Frankfurt am Main, beide im CV.
Tegethoff engagierte sich seit 1979 im Rotary-Club Berlin, für zahlreiche Sozialprojekte in Israel und wurde für sein Wirken mit der Goldenen Palme von Jerusalem geehrt. 1983 wurde er von Kardinal-Großmeister Maximilien Kardinal de Fuerstenberg zum Ritter des Ritterordens vom Heiligen Grab zu Jerusalem ernannt und am 7. Mai 1983 im Paderborner Dom durch Franz Hengsbach, Großprior der deutschen Statthalterei, investiert. Er war langjähriger Leitender Komtur der Berliner Komturei. Er war Großkreuz-Ritter des Päpstlichen Laienordens.

## Auszeichnungen und Ehrungen
- Ritter vom Heiligen Grab (1983; Rangerhöhungen Offizier, Großoffizier, Großkreuzritter)
- Ehrenmitglied des Verbandes der Elektrizitätswirtschaft (VDEW) (1992)
- Goldene Palme von Jerusalem (2009)
- Paul Harris Fellow von Rotary (2010)
- Verdienstkreuz am Bande des Verdienstorden der Bundesrepublik Deutschland

## Schriften
- Kant und Savigny. Der Einfluß des deutschen Idealismus, insbesondere Kants, auf Friedrich Carl von Savigny. Juristische Dissertation. Frankfurt am Main 1952.
- Die bayerische Bauordnung. Dargestellt unter besonderer Berücksichtigung von Bauvorhaben der Energie-Versorgungs-Unternehmen (mit Gesetzestext). Herausgegeben vom Verband Bayerischer Elektrizitätswerke (VBEW). Verlags- und Wirtschaftsgesellschaft der Elektrizitätswerke, München 1962 (auch: Die bayerische Bauordnung. Neufassung 1969. (…). Frankfurt am Main, 1970).
- mit Ulrich Büdenbender, Heinz Klinger: Das Recht der öffentlichen Energieversorgung. Kommentar. etv Energiewirtschaft und Technik Verlags-Gesellschaft, Gräfelfing u. a. 1985–2000, ISBN 3-925349-13-8 (ab der 13. Erg.-Lfg.), (Loseblatt-Ausgabe).
- Probleme der räumlichen Energieversorgung (= Forschungs- und Sitzungsberichte der Akademie für Raumforschung und Landesplanung. 162). Vincentz, Hannover 1986, ISBN 3-87870-765-7.